# Terremoto de Puerto Armuelles de 2003
El terremoto de Puerto Armuelles de 2003 fue un movimiento sísmico ocurrido el 25 de diciembre de 2003, a las 02:11 hora local (UTC-5) que afectó la zona fronteriza entre Costa Rica y Panamá. El epicentro se ubicó aproximadamente a 16 km al NNE de la ciudad de Puerto Armuelles, en Panamá, con una profundidad de 10 km y una magnitud de 6,7 en la escala sismológica de magnitud de momento. El sismo tuvo una máxima intensidad en la escala de Mercalli de VIII en Finca Naranjo, Costa Rica; mientras que fue de VII en Puerto Armuelles. Fue sentido desde San José hasta la Ciudad de Panamá.
En Panamá se registró licuefacción del suelo, daños en casi 600 viviendas cercanas al epicentro y en un edificio en la ciudad de David, capital de la provincia de Chiriquí, así como el fallecimiento de un bebé y una muerte por infarto. Según el Instituto de Geociencias de la Universidad de Panamá se registraron 600 réplicas en un mes, de los cuales 60 superaron los 4,0 grados.
En Costa Rica ocurrió también licuefacción del suelo y agrietamiento de carreteras, daños en el puente sobre el río Corredores en Ciudad Neily, colapso de una casa en Laurel de Corredores y daños en 10 casas en Finca Naranjo y Alto El Roble.